# Hexagrama
Para o símbolo usado no I Ching, veja Hexagrama (I Ching)
Para um símbolo Judaico, veja Estrela de Davi.
Para a moeda de prata bizantina, veja Hexagrama (moeda).

Um hexagrama regular

Um hexagrama irregular.

Um hexagrama é uma forma geométrica que é uma estrela de 6 pontas, composta por dois triângulos equiláteros. A interseção é um hexágono regular.
Apesar de geralmente ser reconhecido como símbolo do judaísmo, o hexagrama também é usado em outros contextos históricos, culturais ou religiosos.

## Teoria de Grupos
Em matemática, o sistema de raízes para o simples grupo de Lie G2 tem a forma de um hexagrama, com seis raízes longas e seis raízes curtas.

## Construção com compasso e régua
Uma estrela de seis pontas, como um hexágono regular, pode ser criada usando um compasso e uma régua:
Faça um círculo de qualquer tamanho com o compasso.
Sem mudar o raio do compasso, coloque o seu pivot na circunferência do círculo e encontre um dos dois pontos onde um novo círculo intersectaria o primeiro círculo.
Com o pivot no último ponto encontrado, encontre de forma similar um terceiro ponto na circunferência e repita até que seis pontos estejam marcados.
Com uma régua, ligue pontos alternados na circunferência para formar dois triângulos equiláteros sobrepostos.

## Construção com álgebra linear

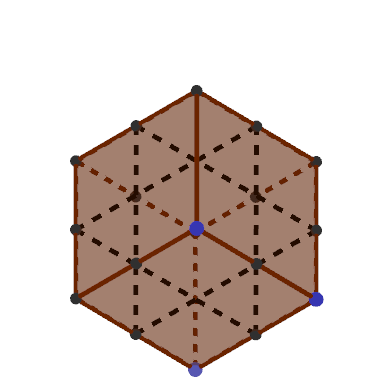

Um hexagrama regular pode ser construído projetando ortograficamente qualquer cubo num plano através de três vértices que são todos adjacentes ao mesmo vértice. Os doze pontos médios das arestas do cubo formam um hexagrama. Por exemplo, considere a projeção do cubo unitário com vértices nos oito possíveis vetores binários em três dimensões {\displaystyle (1,0,0),(0,1,0),(0,0,1),(1,1,0),(1,0,1),(0,1,1),(1,1,1)} no plano {\displaystyle x+y+z=1}. Os pontos médios são {\displaystyle (0,0,1/2),(0,1/2,1/2),(0,1,1/2),(1,1,1/2)}, e todos os pontos resultantes destes aplicando uma permutação às suas entradas. Estes 12 pontos projetam-se num hexagrama: seis vértices em torno do hexágono exterior e seis no interior.